# Joaquín Soler Garibo
Joaquin Soler Garibo (Massalfassar, 1950 - 17 d'octubre de 2020), més conegut com a Ximo Soler, fou un polític valencià i llaurador, alcalde i diputat a les Corts Valencianes en la IV, V i VI Legislatures, i referent del Partit Popular de la Comunitat Valenciana en L'Horta Nord.
Fou alcalde de Massalfassar pel Partit Popular des de 1991, a través d'un pacte amb Unió Valenciana, fins al 2015. Fou diputat a les Corts Valencianes en les legislatures 1995-1999, 1999-2003 i 2003-2007 així com diputat a la Diputació de València des de 1995 a 1996. Va ser vicepresident de la Comissió Permanent no legislativa de Seguretat Nuclear. Com a llaurador que era, fou l'enllaç dels populars amb l'Associació Valenciana d'Agricultors.